# Atitalaquia
Atitalaquia és un municipi de l'estat d'Hidalgo. Atitalaquia és el cap de municipi i principal centre de població d'aquesta municipalitat. Aquest municipi és a la part sud-occidental de l'estat d'Hidalgo. Limita al nord amb el municipi de Tlaxcoapan, al sud amb estat de Mèxic, l'oest i a l'est amb Tula.